# Joe Maphis

Otis W. "Joe" Maphis (Suffolk (Virginia), 12 mei 1921 – 27 juni 1986) was een Amerikaanse gitarist, country- en rockabillymuzikant.

## Jeugd
Maphis groeide op in Cumberland. Al vroeg zag men zijn bijzondere talent. Als jeugdige leerde hij gitaar, mandoline, fiddle en contrabas spelen. Hij werd daarbij in het bijzonder geïnspireerd door Maybelle Carter, een lid van de familie Carter, die veel te beluisteren was op de radio.

## Carrière
Maphis begon zijn carrière in 1939 in Wheeling, waar hij optrad bij de bekende radioprogramma's Boone County Jamboree en Old Dominion Barn Dance. Bijkomstig was hij lid geworden van de WLS National Barn Dance in Chicago. Tijdens de Tweede Wereldoorlog trad hij op voor de soldaten in de Pacific. Tijdens een optreden in het Old Dominion Barn Dance maakte hij kennis met de jonge countryzangeres Rose Lee Schemtropf. Beiden trouwden in 1951 in Los Angeles en verhuisden samen naar de westkust van de Verenigde Staten. Nadat ze daar enkele platen hadden opgenomen bij Lariat Records, tekenden ze bij Okeh Records een contract. Uit deze periode was hun succesvolste en bekendste song Dim Lights, Thick Smoke afkomstig. De titel behandelde de in Texas veel voorkomende honky-tonks, waarin het vaak zeer rokerig was. Maphis liet zich in deze periode een speciale gitaar vervaardigen, de Double neck (dubbelhalsgitaar) van de firma Mosrite.
Gelijktijdig werden beiden lid van de bekende Town Hall Party, een van de bekendste radio- en tv-programma's van de Verenigde Staten, waar sterren als Johnny Cash en Bob Luman optraden. Toen de beide Collins Kids daar voor het eerst optraden, begon Maphis de jonge gitarist Larry Collins te onderwijzen en begeleidde ze op de gitaar, zowel bij hun optredens als bij de opnamen. In 1955 wisselde Maphis naar Columbia Records, waar hij voor het eerst instrumentale nummers als Fire On The Strings en Guitar Rock'n'Roll opnam. Bovendien hield hij zich bezig als sessiemuzikant. Hij is te horen bij opnamen van Johnny Burnette, Skeets McDonald, Wanda Jackson en Rose Maddox.
Nadat ze in 1960 waren gewisseld naar Capitol Records, gingen ze in 1963 naar Starday Records. In 1968 verhuisden beiden naar Nashville, waar Maphis bovendien enkele platen opnam voor Moserite Records, die werden geproduceerd door Bill Woods. In Nasville ontdekte hij ook de jonge Barbara Mandrell, die later een succesvolle countryzangeres zou worden. Maphis nam verder platen op en trad tot aan zijn dood samen op met Rose Lee. Daarnaast publiceerde hij verschillende albums, samen met de gitaarvirtuoos Merle Travis.

## Overlijden
Joe Maphis overleed op 27 juni 1986 op 65-jarige leeftijd aan de gevolgen van longkanker.

## Discografie

### Singles
Okeh Records
- ####: Dim Lights, Thick Smoke (and Loud Loud Music) / ?

Columbia Records
- ####: Honky Tonk Down Town / The Parting of the Way (met Rose Lee)
- ####: You Ain't Got Sense / Your Old Love Letters
- 1956: Fire on the Strings / I Love You Deeply
- 1956: I'm Willin' to Try / Let's Pull Together (met Rose Lee)
- 1956: Guitar Rock'n'Roll / Teenage Two Step
- ####: Bully of the Town / Flogging the Banjo
- 1957: Swinging Strings (met Larry Collins) 
  - Hurricane / Bye Bye / Early American / The Rockin' Gypsy
- ####:	Fire on the Strings
  - Fire on the Strings / Twin Banjo Special / Flying Fingers / Guitar Rock and Roll
- ####: Town Hall Shuffle / Sweet Fern
- ####:	A Picture, a Ring and a Curl / I Gotta' Lotta' Lovin'
- 1959: Short Recess / Moonshot

Republic Records
- 1960: Water Baby Boogie / Black Sombrero

Starday
- 1964: Hot Rod Guitar / Lonesome Jailhouse Blues

Dominion
- 1967: Thunder Road / Spanish Dobro

Chart
- 1969: Gee Aren't Wee Lucky / Guitar Happy (met Rose Lee)
- 1970: Run That By Me One More Time / I Don't Care (met Rose Lee)
- 1971: Slippin', Pickin', Fiddlin' / If I'm Gonna Have Your Lovin' (Rose Lee)

### Albums
- 1964: Merle Travis & Joe Maphis (Capitol Records, met Merle Travis)
- 1971: Guitaration Gap (Chart, met Jody Maphis)
- 1981: Down Life's Highway (Brylen, met Johnny Dollar)
- 1982: Country Guitar Thunder (CMH, met Merle Travis)
- 1983: Volume 2 (Brylen, met Jody Maphis)

- Bibliothèque nationale de France: cb14000803z (data)
- Gemeinsame Normdatei: 134454693
- International Standard Name Identifier: 0000 0000 8015 339X
- Library of Congress Control Number: n90636705
- MusicBrainz: 49d2d2e5-ca44-4902-a15b-60c5cbe625e3
- Nederlandse Thesaurus van Auteursnamen: 170324842
- SNAC: w69p2zmx
- Système universitaire de documentation: 193383810
- Virtual International Authority File: 22338337
- WorldCat: E39PBJwdcp9Ktv8MvcGQTpJYyd